# Jamal (schip, 1992)
De Jamal (Russisch: Ямал; Engelse transliteratie: Yamal) is een Russische atoomijsbreker, de op een na jongste van zes Arktika-klasse-ijsbrekers. Hij is vernoemd naar het Siberische schiereiland Jamal.

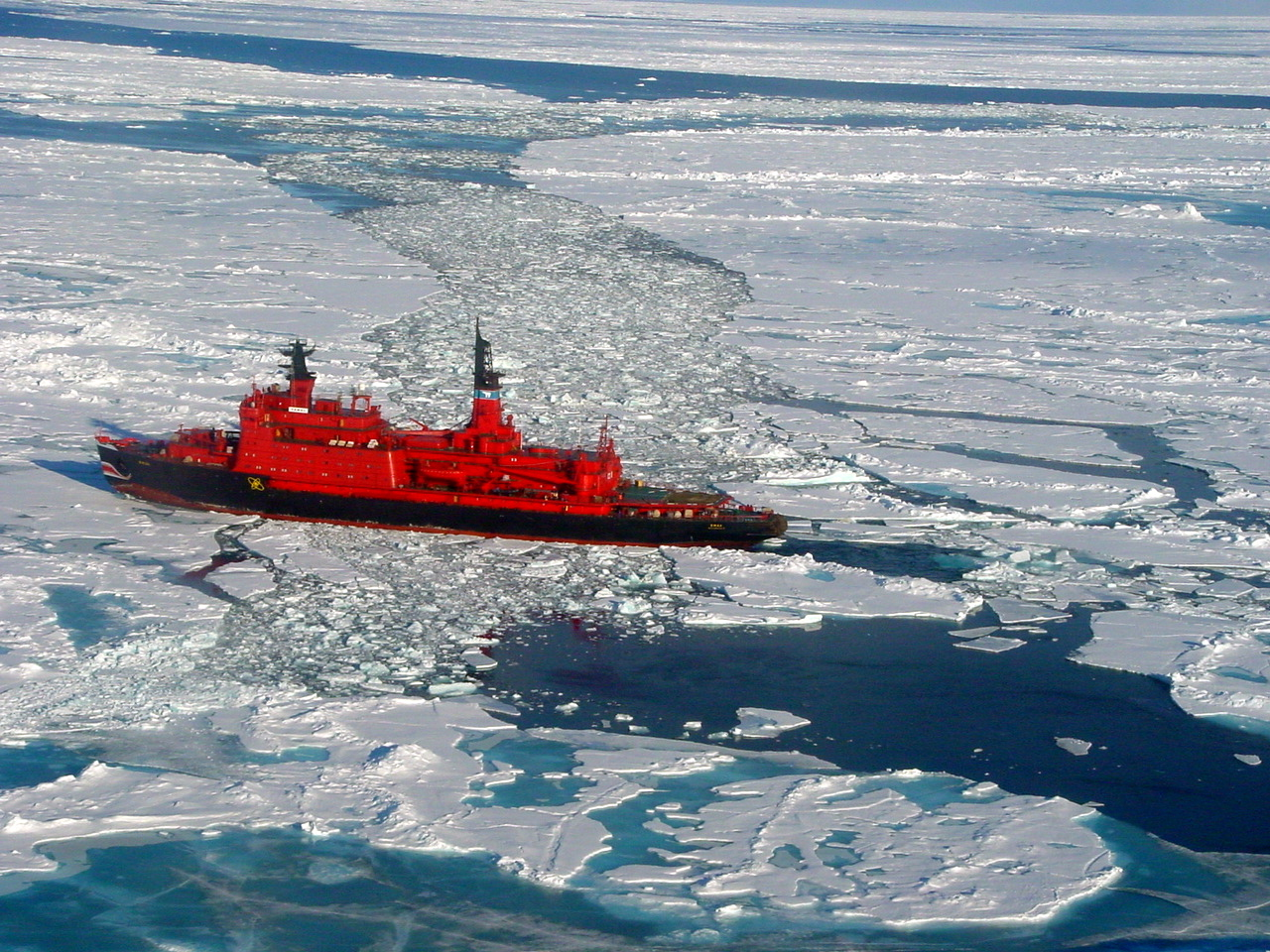
Jamal op weg naar de noordpool, 2001

De kiel werd gelegd in Sint-Petersburg in 1986, de tewaterlating was in oktober 1992, na de val van het communisme, zodat het schip nooit de oorspronkelijke taak om de Noordoostelijke Doorvaart begaanbaar te houden, uitvoerde. In plaats daarvan vervoert het passagiers op noordelijke excursies. De Jamal ondernam onder andere een excursie naar de Noordpool om de wisseling van het millennium te vieren.
De Jamal is dubbelwandig. De buitenste huid is 48 mm dik rond de waterlijn en 25 mm elders. Bij de boeg is de wand zelfs 480 mm dik. Verder is er een systeem geïnstalleerd dat lucht kan blazen met 24 m³/s van onder de waterlijn, om te assisteren bij het ijsbreken.
Hij is in staat om met een vaart van 3 knopen ijs te breken van twee meter dik. Geschat wordt dat 5 meter mogelijk is. Hij heeft twee kernreactoren die via stoomturbines een vermogen leveren van 171 MW elk.
Het is niet mogelijk om met het schip naar Antarctica te varen, omdat het koelsysteem van de kernreactoren niet ontworpen is voor de tropen.